# Velyki Lazy
Velyki Lazy, česky také Velký Láz, ukrajinsky Великі Лази, maďarsky Nagyláz, je obec v Baranynské územní komunitě, v okrese Užhorod, v Zakarpatské oblasti na západě Ukrajiny. Částí této obce jsou Cyganivci. V roce 2001 žilo v této obci 1423 obyvatel. V celé obci žilo (v roce 2025) 1842 obyvatel.

## Historie
Do uzavření Trianonské smlouvy byla obec součástí Uherska, poté byla součástí Československa. Za první československé republiky byla v obci četnická stanice. Od roku 1945 byla součástí Ukrajinské sovětské socialistické republiky, která byla součástí SSSR. Od roku 1991 je součástí nezávislé Ukrajiny.